# Зеннфельд
Зеннфельд (нім. Sennfeld) — громада в Німеччині, розташована в землі Баварія. Підпорядковується адміністративному округу Нижня Франконія. Входить до складу району Швайнфурт.
Площа — 6,98 км2. Населення становить 4534 ос. (станом на 31 грудня 2020).